# موريس هالبواكس
موريس هالبواكس أو هالبڤاكس (بالفرنسية: Maurice Halbwachs)‏ (11 مارس 1877- 16 مارس 1945) فيلسوف وعالم اجتماع فرنسي معروف بتطوير مفهوم الذاكرة الجمعية. ساهم هالبواكس أيضًا في علم اجتماع المعرفة في دراسة بعنوان التضاريس الأسطورية للأناجيل في الأرض المقدسة وهي دراسة عن البنية التحتية المكانية للعهد الجديد (1951).

## النشأة وتعليمه
وُلد موريس في رانس، فرنسا وقصد المدرسة العليا للأساتذة في باريس، حيث درس الفلسفة مع هنري بيرغنسون الذي كان له تأثير كبير على معتقداته. كانت أعمال هالبواكس المبكرة عن الذاكرة تسعى للتطابق مع وجهة نظر بيرغنسون عن موضوع كون الذاكرة تجربة شخصية وموضوعية. أصبح أستاذًا في الفلسفة في عام 1901، وعلّم في مدارس ثانوية مختلفة قبل أن يسافر إلى ألمانيا في عام 1904، حيث درس في جامعة غوتينغن وعمل على فهرسة أوراق غوتفريد لايبنتس البحثية. رُشِّح ليكون محررًا مشاركًا في تحرير طبعة لأعمال لايبنتس ولكن العمل لم يخرج إلى النور. 
عاد إلى فرنسا في عام 1905 حيث قابل إيميل دوركايم، الذي أثار اهتمامه في علم الاجتماع. في البداية، عندما قابل دوركايم، كان هالبواكس يبحث عن نصيحة حول كيفية الانتقال من تركيزه السابق على الفلسفة إلى علم الاجتماع. بدأ هالبواكس أيضًا التركيز على الموضوعية العلمية بدلًا من اهتماماته حول الفردية البرغسونية. سرعان ما انضم إلى مجلس تحرير مجلة «السنة الاجتماعية»، حيث عمل مع فرانسوا سيميان في تحرير الأقسام الاقتصادية والإحصائية. عاد في عام 1909 إلى ألمانيا لدراسة الماركسية والاقتصاد في برلين.
تأثر دولوز بابن موريس «بيير هالبواكس» في أربعينيات القرن الماضي.
من ألف باء دولوز: «يقول دولوز إن ذلك حدث في دوفيل، كان من دون والديه برفقة أخيه الأصغر، وكان فاشلًا في دراسته، إلى أن حدث شيء ما، توقف دولوز بعده عن كونه أحمق. كان قبل ذهابه إلى دوفيل، وقضاء سنةٍ في المدرسة الثانوية أثناء «الحرب المضحكة» طالبًا فاشلًا في الصف، ولكنه التقى بدوفيل مدرسًا شابًا، بيير هالبواكس (ابن عالم الاجتماع الشهير)، ذو صحة سيئة، وبعين واحدة، مُسرحٌ من الخدمة العسكرية. بالنسبة إلى دولوز، كان هذا اللقاء بمثابة صحوة، وأصبح مثل تابعٍ لذاك المعلم الصغير. أخذه هالبواكس إلى الشاطئ في الشتاء وإلى الكثبان الرملية وعرفه -على سبيل المثال- على كتاب «فاكهة الأرض» لمؤلفه أندريه جيد، وعلى أناتول فرانس، وبودلير، وأعمال أخرى لجيد، وتغير دولوز كليًا. ولكن عندما أمضيا وقتًا طويلًا سويةً، بدأ الناس بالتحدث عنهما، وحذرت السيدة (التي كان يقيم لديها دولوز وأخوه) دولوز من هالبواكس، وكتبت لوالديه تخبرهما عن ذلك. كان الأخان مصممان على العودة إلى باريس عندما حدث الغزو الألماني، فاستقلّا دراجتيهما الهوائيتين وذهبا للقاء والديهما في روكفورت... وصادفا في الطريق هالبواكس ووالده! في وقت لاحق من حياته، التقى دولوز بهالبواكس، دون أن يشعر بالإعجاب ذاته، ولكن في عمر الرابعة عشر كان دولوز يشعر بأنه على حق تمامًا».

## التعليم
خلال الحرب العالمية الأولى، عمل هالبواكس في وزارة الحرب. ابتداءً من عام 1919، بعد نهاية الحرب بوقت قصير، أصبح أستاذًا لعلم الاجتماع والتربية في جامعة ستراسبورغ. بقي في منصبه لأكثر من عقد من الزمن، وأخذ إجازة لمدة عام قضاها كأستاذ زائر في جامعة شيكاغو، واستُدعي من هناك إلى جامعة السوربون في عام 1935. عمِل مدرِّسًا لعلم الاجتماع وكان مقربًا من مارسيل ماوس، فكان محرره في مجلة «حوليات علم الاجتماع» المجلة اللاحقة لمجلة «السنة الاجتماعية». في عام 1944، حصل على واحدة من أعلى مراتب الشرف في فرنسا، وهو مقعد في علم النفس الاجتماعي في كلية فرنسا. أثناء ذلك الوقت، كرس هالبواكس وقته للبحث المعمق في مجال تداخل علم الاجتماع وعلم النفس.

## موته
بصفته اشتراكيًا قديمًا، اعتقلته الشرطة السرية الألمانية (الغيستابو) في باريس في يوليو من عام 1944، بعد احتجاجه على اعتقال والد زوجته اليهودي. رُحِّل بعدها إلى معسكر اعتقال بوخنوالد، حيث توفي جراء إصابته بالزحار في شهر فبراير من عام 1945.
في عام 1940، انتحر أخو زوجة هالبواكس، جورج باش. اغتال الألمان والدا زوجته، فيكتور والسيدة باش البالغين من العمر 84 عام.
قدمت أرملته جزءًا من كتبه إلى مكتبة مركز الدراسات الاجتماعية، وتحتفظ به الآن مكتبة باريس ديكارت للعلوم الإنسانية والاجتماعية - المركز الوطني للبحوث العلمية.
عرف هالبواكس خلال حياته بمساهماته في علم الاجتماع. انتُخِب في أكاديمية العلوم الأخلاقية والسياسية المحافِظة. سُمِّي نائب رئيس المجلس الفرنسي لعلم النفس، ودعُي أيضًا ليصبح رئيسًا في جامعة السوربون.

## الأفكار الرئيسية
كان كتاب هالبواكس «الذاكرة الجمعية» الصادر عام 1950 أهم مساهماته في مجال علم الاجتماع، والذي طرح فيه فرضية أن المجتمع يمكن أن يمتلك ذاكرة جمعية وأن تلك الذاكرة تعتمد على الإطار الذي تعيش ضمنه مجموعة معينة في المجتمع. وبالتالي، لا توجد ذاكرة فردية فقط، بل هناك أيضًا ذاكرة للجماعة تتجاوز ذاكرة الفرد وتعيش أكثر منه. وبالتالي، يرتبط فهم الفرد للماضي بشكل قوي بهذا الوعي الخاص بالمجموعة. حاول هالبواكس إثبات فكرة الذاكرة تلك من خلال تعبير الناس عن الاحتفال بالذكرى في ثقافتنا. يقدم الاحتفال بالذكرى ذاكرة جمعية مرتبطة بالمجتمع ومفاهيمه، وتؤكد المعالم والطقوس المادية على ذلك.
تشمل ذاكرة هالبواكس الجمعية قانونين يحكمان كيفية نشوء هذا النوع من الذاكرة. يطلق على هذين القانونين قانون التجزئة، وقانون التركيز.
كتب هالبواكس أيضًا كتابًا مهمًا حول الانتحار، «أسباب الانتحار» في عام 1930. اتبع في ذلك الكتاب خطوات معلمه إيميل دوركايم، في التوسع وتفصيل النظريات السابقة حول الانتحار. ركز بشكل خاص على أفكار مثل الطرق التي تفسر فيها أساليب الحياة الريفية والحضرية والاختلافات بين معدلات الانتحار. واصل هالبواكس أيضًا تعزيز مفهوم دوركايم حول كيفية تغيير أساليب أسرية وخلفيات دينية معينة لمعدلات الانتحار.
وضح هالبواكس في كتابه «الأطر الاجتماعية للذاكرة» المنشور في عام 1952، أهمية الذاكرة الجمعية التي تدير الأنظمة الأسرية والدينية والاجتماعية.

## الأعمال المنشورة
- هالبواكس، موريس، «عن الذاكرة الجمعية»، شيكاغو، دار نشر جامعة شيكاغو، 1922
- تُرجِم عن: «الأُطُر الاجتماعية للذاكرة»، باريس، دار نشر جامعة فرنسا، 1952، المنشور لأول مرة في أعمال مجلة السنة الاجتماعية، باريس، ف. ألكان، 1925
- حرره، وترجمه وقدمه لويس ألفريد كوسر، ويتضمن خاتمة «التضاريس الأسطورية للأناجيل في الكتب المقدسة»، باريس، 1942
- هالبواكس، موريس، «الذاكرة الجمعية»، نيويورك، هاربر أند رو كولوفون بوكس، 1980، 182 صفحة.
- تُوجد الفصول 1 و2 (الصفحات 22-49 50-97) متاحة على موقع جامعة كاليفورنيا سانتا باربارا الإلكتروني.
- تُرجم عن: «الذاكرة الجمعية»، باريس، دار نشر جامعة فرنسا، 1950.
- تتضمن مقدمة مار دوغلاس ترجمة: «الذاكرة الجمعية لدى الموسيقيين»، مراجعة فلسفية، رقم 3-4 (1939)
- ينسب اليه تاليفه كتاب المورولوفولوجيا الاجتماعية ترجمه د. حسين حيدر طباعة منشورات عويدات بيروت - باريس. ط1, 1986 وكتب اسمه موريس هالبواك وليس هالبواكس.